# ワルイコあつまれ
『ワルイコあつまれ』は、かつてNHKで放送されていた教育バラエティ番組。2021年度に4回特番として放送された。2022年4月よりレギュラー番組として放送されている。2023年4月の放送より本放送の時間が土曜10:00（JST）から30分間の放送へと変更となった。2024年4月の放送より本放送がNHK 総合の火曜23:00（JST）からに変更されている。2025年度は放送予定は無く、2024年3月15日放送が最後となっている。

## 概要
「学校で教えてくれそうで、ちゃんとは教えてくれないこと」というコンセプトで、コロナ禍で外出もままならない時期に好奇心をそそる内容を社会見学のようにオムニバス形式で放送する子どもも大人も楽しめる新しい教育バラエティー番組。また、「ワルイコ」には好奇心を持って様々な価値観に触れようとする人という意味合いが持たされている。
NHKは、「『NG』だらけの時代をポジティブに生き抜くための学びの時間になって欲しい、というメッセージとともに、時代の価値観によって「いい／わるい」の判断基準は変わっていく、というコンセプトを体現したタイトル」だとコメントをした。
番組は社会を楽しく学ぶことを目的に多彩なテーマで学びのきっかけをさまざまな企画コーナーで紹介する。「今の時代ならではのものの見方」、「ある分野で専門的に活躍する人々の姿」などを通して、自由な発想で世の中と向き合う柔らかな感性を育んでいく。

## 出演者
以下の3人がレギュラー出演をする。いずれも新しい地図のメンバーである。
- 稲垣吾郎[11]
- 草彅剛[12]
- 香取慎吾[13]

### ナレーター
- 川﨑理加[14][15]

### コーナーレギュラー
- 辻内京子 - 「稚語俳句」のコーナーに出演（第6回 - ）[16]。
- 高柳克弘 - 「稚語俳句」のコーナーに出演（第6回 - ）[16]。
- 大鶴義丹 - 「バブルランウェイ」のコーナーに出演（第7回 - ）[17]。
- 田中律子 - 「バブルランウェイ」のコーナーに出演（第7回 - ）[17]。
- 日置恵 - 「美味しゅう字」のコーナーに出演（第7回 - ）[17]。
- 蛙亭/イワクラ - 「稲垣淳二の解談算数『トイレのハナコ算』」のコーナーに出演（第13回 - ）[18]。
- 松野靖彦（NHKアナウンサー） - 「社会の体操選手権」のコーナーに出演（第15回 - ）[19]。
- 関根麻里 - 「ワルイコテレビショッピング」のコーナーに出演（秋の大感謝祭SP - ）[20]。
- 蛙亭/中野周平 - 「稲垣淳二の解談算数『トイレのハナコ算』」のコーナーに出演（第39回 - ）[21][22]。
- クロちゃん - 「花垣五郎」のコーナーに出演（第48回 - ）[23]。
- ハ・ヨンス - 「ワルイコハングル」のコーナーに出演（第55回 - ）[24]。
- 根本理恵 - 「ワルイコハングル」のコーナーに出演（第55回 - ）[24]。
- 塚本貴之（NHKアナウンサー） - 「社会の体操選手権」のコーナーに出演（第65回 - ）[25]。
- 宮田知行（NHKアナウンサー） - 「社会の体操選手権」のコーナーに出演（第82回 - ）[26]。
- 井上裕介 - 「花垣吾郎」のコーナーに出演（第84回 - ）[27]。
- みりちゃむ - 「稲垣淳二の解談算数『トイレのハナコ算』」のコーナーに出演（第86回 - 第90回）[28]。
- クリス・ペプラー - 「ワルプロジェクト101」のコーナーに出演（第91回 - ）[29]。
- アンミカ - 「ワルプロジェクト101」のコーナーに出演（第91回 - ）[29]。
- ゆいちゃみ - 「稲垣淳二の解談算数『トイレのハナコ算』」のコーナーに出演（第93回 - ）[30]。
- 神田うの - 「おせっかい美術館」のコーナーに出演（第104回 - ）[31]。
- マッシモ・ビオンディ - 「おせっかい美術館」のコーナーに出演（第104回 - ）。

## ゲスト出演者

### 2021年度（特番時代）

#### 第1回
- 桐竹勘十郎 - 「国宝だって人間だ!」のコーナーに出演[7][32]。

#### 第2回
- 新谷学 - 「子ども記者会見」のコーナーに出演[32]。
- 西村剛 - 「好きの取調室」のコーナーに出演[32]。

#### 第3回
- 竹中直人 - 「慎吾ママの部屋」のコーナーに出演（豊臣秀吉役、大河ドラマ『秀吉』ならびに『軍師官兵衛』より）[9][33]
- 國村隼 - ケミカルドラマ「愛し合ってはいけない」に出演[9][33]
- 平岩紙 - ケミカルドラマ「愛し合ってはいけない」に出演[9][33]
- 寺本守 - 「初割」のコーナーに出演[9][33][34]

#### 第4回
- 萩本欽一[9][33] - 「子ども記者会見」のコーナーに出演[35]。
- 荒木とよひさ[9][33] - 「昭和歌謡合唱団」のコーナーに出演[35]。

### 2022年度（レギュラー放送）

#### 第5回
- 郡司芽久 - 「好きの取調室」のコーナーに出演[36]。

#### 第6回
- 海老名香葉子 - 「子ども記者会見」のコーナーに出演[37]。

#### 第7回
- 大倉源次郎 - 「国宝だって人間だ!」のコーナーに出演[17]。

#### 第8回
- 三田佳子 - 「慎吾ママの部屋」のコーナーに出演（クレオパトラ役）[38]。
- 前澤友作 - 「子ども記者会見」のコーナーに出演[38]。

#### 第9回
- 前澤友作 - 第8回に引き続き「子ども記者会見」のコーナーに出演した[39][40][41]。

#### 第10回
- 東山篤規 - 「好きの取調室」のコーナーに出演[42][43]。

#### 第11回
- デヴィ・スカルノ - 「慎吾ママの部屋」のコーナーに出演（スカルノ大統領夫人時代の本人役）[44]。

#### 第12回
- 湯川れい子 - 「昭和歌謡合唱団」のコーナーに出演[45][46]。
- 和久田麻由子 - 「子ども記者会見」のコーナーに出演[46]。

#### 第13回
- 里見浩太朗 - 「慎吾ママの部屋」のコーナーに出演（TBS『水戸黄門』より徳川光圀役）[47][18][48]。
- 松本穂香 - ケミカルドラマのコーナーに出演[47][18][49]。
- 小沢真珠 - ケミカルドラマのコーナーに出演[47][18][49]。
- ふせえり - ケミカルドラマのコーナーに出演[47][18][49]。

#### 第14回
- 渡部茂 - 「好きの取調室」のコーナーに出演[50]

#### 第15回
- 山中伸弥 - 「子ども記者会見」のコーナーに出演[51][52]。

#### 第16回
- 阿木燿子 - 「昭和歌謡合唱団」のコーナーに出演[53][54]。

#### 第17回
- 奥村旭翠 - 「国宝だって人間だ!」のコーナーに出演[55][56]。

#### 第18回
- さかなクン - 「子ども記者会見」のコーナーに出演[57][58]。

#### 第19回
- 竹本秀雄 - 「子ども記者会見」のコーナーに出演[59]。

#### 第20回
- 宮澤エマ - 「慎吾ママの部屋」のコーナーに出演（紫式部役）[60][61]。

#### 第21回
- 寺脇康文 - 「慎吾ママの部屋」のコーナーに出演（トーマス・エジソン役）[62]。
- 番家一路 - 「おとなのダンス音楽」のワルイコソーランに出演[62][63]。
- 番家天嵩 - 「おとなのダンス音楽」のワルイコソーランに出演[62][63]。
- 富沢美智恵 - 「社会の体操選手権」の電話の相手役として出演（声のみの出演）。

#### 第22回
- 国分拓 - 「好きの取調室」のコーナーに出演[64][65]。

#### 第23回
- 関ミナティ - 「子ども記者会見」のコーナーに出演[66]。
- 神田松鯉 - 「国宝だって人間だ!」のコーナーに出演[67]。

#### 第24回
- 那須川天心 - 「子ども記者会見」のコーナーに出演[68][69]。

#### 第25回
- 高橋克典 - 「慎吾ママの部屋」のコーナーに出演（上杉謙信役）[70]。

#### 第26回
- 尾木直樹 - 「子ども記者会見」のコーナーに出演[71][72]。

#### 第27回
- 観月ありさ - 「慎吾ママの部屋」のコーナーに出演（ナイチンゲール役）[73][74]。

#### 第28回
- 平野レミ - 「子ども記者会見」のコーナーに出演[75][76]。

#### 秋の大感謝祭SP
- 明石家さんま - 「子ども記者会見」のコーナーに出演[77][78][79][80]。

- 山本耕史 - 「慎吾ママの部屋」のコーナーに出演（土方歳三役、大河ドラマ『新選組!』より）[80][81]。
- 真矢ミキ - 「ケミカルドラマ『闇に落ちる』」に出演[80][81]。
- 黒川智花 - 「ケミカルドラマ『闇に落ちる』」に出演[81]。
- 利重剛 - 「ケミカルドラマ『闇に落ちる』」に出演[81]。
- 加藤清史郎 - 「ケミカルドラマ『闇に落ちる』」に出演[81]。
- 三上丈晴 - 「ワルイコテレビショッピング」に出演[82]。
- 並木伸一郎 - 「ワルイコテレビショッピング」に出演[82]。

#### 第29回
- リリー・フランキー - 「子ども記者会見」のコーナーに出演[83][84][85]。

#### 第30回
- 松本隆 - 「昭和歌謡合唱団」のコーナーに出演[86][87]。

#### 第31回
- 並木伸一郎 - 「ワルイコテレビショッピング」のコーナーに出演[88]。

- 宮下芳明 - 「好きの取調室」のコーナーに出演[88][89][90]。

#### 第32回
- 売野雅勇 - 「昭和歌謡合唱団」のコーナーに出演[91][92]。
- ときど - 「子ども記者会見」のコーナーに出演[92]。

#### 第33回
- 田中真弓 - 「子ども記者会見」のコーナーに出演[93][94]。

- 塚本康浩 - 「好きの取調室」のコーナーに出演[93][95]。

#### 第34回
- 松岡修造 - 「子ども記者会見」のコーナーに出演[96][97][98]。

#### クリスマススペシャル
- 氷川きよし - 「子ども記者会見」のコーナーに出演[99][100][101]。

- 稲垣潤一 - 「バブルランウェイ」のコーナーに出演[101][102][103]。

- 幡野広志 - 「クイズ！人生最高の一問」のコーナーに出演[101][104]。

#### 第35回
- 大竹しのぶ - 「慎吾ママの部屋」のコーナーに出演（西太后役）[105][106][107]。

#### 第36回
- 落合陽一 - 「子ども記者会見」のコーナーに出演[108][109][110]。

- 菊水健史 - 「好きの取調室」のコーナーに出演[109][111]。

#### 第37回
- 落合陽一 - 第36回に引き続き「子ども記者会見」のコーナーに出演[112][113]。

#### 第38回
- 池田エライザ - 「慎吾ママの部屋」のコーナーに出演（ジャンヌ・ダルク役）[114][115]。
- 永井陽右 - 「子ども記者会見」のコーナーに出演[115]。

#### 第39回
- 新海誠 - 「子ども記者会見」のコーナーに出演[116][117]。

#### 第40回
- 加藤庸子 - 「好きの取調室」のコーナーに出演[118][119]。
- 木村弘毅 - 「子ども記者会見」のコーナーに出演[119]。

#### 第41回
- 滝沢ななえ - 「子ども記者会見」のコーナーに出演[120][121]。

#### 第42回
- 水野美紀 - 「慎吾ママの部屋」のコーナーに出演（キュリー夫人役）[122][123]。
- 角田寛和 - 「子ども記者会見」のコーナーに出演[123]。

#### 第43回
- 小椋佳 - 「昭和歌謡合唱団」のコーナーに出演[124][125]。

#### 2年目スタート直前!スペシャル・パート1
- 明石家さんま - 「子ども記者会見」のコーナーに出演[126][127][注釈 1]。

#### 2年目スタート直前!スペシャル・パート2
- 片山千恵子 - キャスターとして出演[127][128]。
- 小林孝司 - リポーターとして出演[127][128]。
- 川﨑理加 - ナレーターを担当[128]。
- 氷川きよし - 「子ども記者会見」のコーナーに出演[127][128]。
- リリー・フランキー - 「子ども記者会見」のコーナーに出演[127][128]。
- 平野レミ - 「子ども記者会見」のコーナーに出演[127][128]。
- 落合陽一 - 「子ども記者会見」のコーナーに出演[127][128]。
- 松岡修造 - 「子ども記者会見」のコーナーに出演[127][128]。
- 満島真之介 - 「ケミカルドラマ」の中継に出演[129]。
- 佐津川愛美 - 「ケミカルドラマ」の中継に出演[129]。
- 本仮屋ユイカ - 「ケミカルドラマ」の中継に出演[129]。
- 山本耕史 - 「慎吾ママの部屋」のコーナーに出演[127][128]。
- 池田エライザ - 「慎吾ママの部屋」のコーナーに出演[127][128]。
- 大竹しのぶ - 「慎吾ママの部屋」のコーナーに出演[127][128]。
- 塚本康浩 - 「好きの取調室」のコーナーに出演。
- 宮下芳明 - 「好きの取調室」のコーナーに出演。
- 菊水健史 - 「好きの取調室」のコーナーに出演。
- 加藤庸子 - 「好きの取調室」のコーナーに出演。
- 松本隆 - 「昭和歌謡合唱団」のコーナーに出演。
- 売野雅勇 - 「昭和歌謡合唱団」のコーナーに出演。
- 新海誠 - 「子ども記者会見」のコーナーに出演[127][128]。
- 永井陽右 - 「子ども記者会見」のコーナーに出演[127][128]。
- 田中真弓 - 「子ども記者会見」のコーナーに出演[127][128]。
- 爆笑問題（太田光、田中裕二） - 「子ども記者会見」の中継に出演[127][128]。

### 2023年度（レギュラー放送）

#### 第44回
- 爆笑問題（太田光、田中裕二） - 「子ども記者会見」のコーナーに出演[130]。
- 満島真之介 - 「ケミカルドラマ」のコーナーに出演[129][131]。
- 佐津川愛美 - 「ケミカルドラマ」のコーナーに出演[129][131]。
- 本仮屋ユイカ - 「ケミカルドラマ」のコーナーに出演[129][131]。
- 厚切りジェイソン - 「ケミカルドラマ」のコーナーに出演[131]。

#### 第45回
- 爆笑問題（太田光、田中裕二） - 第44回に引き続き「子ども記者会見」のコーナーに出演[132][133]。

#### 第46回
- 郷ひろみ - 「慎吾ママの部屋」のコーナーに出演（マルコ・ポーロ役）[134][135]。

#### 第47回
- 森雪之丞 - 「昭和歌謡合唱団」のコーナーに出演[136][137]。
- 藤舎名生 - 「国宝だって人間だ!」のコーナーに出演[137]。

#### 第48回
- 坪田信貴 - 「子ども記者会見」のコーナーに出演[138][139]。

#### 第49回
- 八重野充弘 - 「ワルイコテレビショッピング」のコーナーに出演[140][141]。
- 平山ユージ - 「好きの取調室」のコーナーに出演[142]。
- 中田芳子 - 「ヨネキンチャンネル」のコーナーに出演[141][143]。

#### 第50回
- 森岡毅 - 「子ども記者会見」のコーナーに出演[144][145]。

#### 第51回
- 尾崎亜美 - 「昭和歌謡合唱団」のコーナーに出演[146][147]。

#### 第52回
- 丹羽裕子 - 「好きの取調室」のコーナーに出演[148][149]。

#### 第53回
- 国枝慎吾 - 「子ども記者会見」のコーナーに出演[150][151]。
- 秋山眞人 - 「ワルイコテレビショッピング」のコーナーに出演[152]。

#### 第54回
- 余貴美子 - 「慎吾ママの部屋」のコーナーに出演（春日局役）[153][154]。

#### 第55回
- 冨永愛 - 「子ども記者会見」のコーナーに出演[155][156]。

#### 第56回
- 六角精児 - 「慎吾ママの部屋」のコーナーに出演（野口英世役）[157][158]。

#### 第57回
- 松井五郎 - 「昭和歌謡合唱団」のコーナーに出演[159][160]。

#### 第58回
- 原晋 - 「子ども記者会見」のコーナーに出演[161][162]。

#### 第59回
- 沼口麻子 - 「好きの取調室」のコーナーに出演[163][164]。
- 井上八千代 - 「国宝だって人間だ!」のコーナーに出演[164]。

#### 夏休みスペシャル
- 太田光 - 「慎吾ママの部屋」のコーナーに出演（平賀源内役）[165][166]。
- 阿佐ヶ谷姉妹 - 「ガヤガヤ姉妹の今日はガヤガヤ」のコーナーに出演[166]。
- 出川哲朗 - 「子ども記者会見」のコーナーに出演[166]。

#### 第60回
- 吉田羊 - 「慎吾ママの部屋」のコーナーに出演（楊貴妃役）[167][168]。

#### 第61回
- 堀江翔太 - 「子ども記者会見」のコーナーに出演[169][170]。
- 稲垣啓太 - 「子ども記者会見」のコーナーに出演[169][170]。

#### 第62回
- 池田美優 - 「子ども記者会見」のコーナーに出演[171][172]。

#### 第63回
- 古田貴之 - 「子ども記者会見」のコーナーに出演[173][174]。

#### 第64回
- 及川眠子 - 「昭和歌謡合唱団」のコーナーに出演[175][176]。
- 柴崎春通 - 「ヨネキンチャンネル」のコーナーに出演[177]。

#### 第65回
- 友近 - 「慎吾ママの部屋」のコーナーに出演（一休宗純役）[178][179]。

#### 第66回
- 仲宗根梨乃 - 「子ども記者会見」のコーナーに出演[180][181]。
- 葛西真治 - 「好きの取調室」のコーナーに出演[181]。

#### 第67回
- 反田恭平 - 「子ども記者会見」のコーナーに出演[182][183]。

#### 第68回
- 要潤 - 「慎吾ママの部屋」のコーナーに出演（ナポレオン・ボナパルト役）[184][185]。

#### 第69回
- 矢野顕子 - 「昭和歌謡合唱団」のコーナーに出演[186][187]。
- 川上仁一 - 「ワルイコテレビショッピング」のコーナーに出演[187]。

#### 第70回
- 野村萬斎 - 「子ども記者会見」のコーナーに出演[188][189]。

#### 第71回
- 赤ちゃん婆ちゃん（でこ八・玄武） - 「ヨネキンチャンネル」のコーナーに出演[190]。

#### 第72回
- 蜷川実花 - 「子ども記者会見」のコーナーに出演[191][192]。
- リチ - 「花垣吾郎」のコーナーに出演[193]。

#### 年末スペシャル
- 村上隆 - 「子ども記者会見」のコーナーに出演[194][195][196]。
- 蓮佛美沙子 - 「ケミカルドラマ『氷の微笑み』」のコーナーに出演[195][196]。
- 久保田紗友 - 「ケミカルドラマ『氷の微笑み』」のコーナーに出演[195][196]。
- 片平なぎさ - 「ケミカルドラマ『氷の微笑み』」のコーナーに出演[195][196]。
- ジョン・ロビンソン - 「バブルランウェイ」のコーナーに出演[196]。

#### 第73回
- 錦鯉（長谷川雅紀、渡辺隆） - 「子ども記者会見」のコーナーに出演[197][198]。

#### 第74回
- 五街道雲助 - 「国宝だって人間だ!」のコーナーに出演[199]。

#### 第75回
- 三國清三 - 「子ども記者会見」のコーナーに出演[200][201]。
- 小山淳志 - 「ヨネキンチャンネル」のコーナーに出演[202]。

#### 第76回
- 小澤征悦 - 「慎吾ママの部屋」のコーナーに出演（チェ・ゲバラ役）[203][204]。

#### 第77回
- 川合俊一 - 「子ども記者会見」のコーナーに出演[205][206]。
- いくこの日常 - 「ヨネキンチャンネル」のコーナーに出演[207]。

#### 第78回
- サヘル・ローズ - 「子ども記者会見」のコーナーに出演[208][209]。

#### 第79回
- 佐渡裕 - 「子ども記者会見」のコーナーに出演[210][211]。

#### 第80回
- 箭内道彦 - 「子ども記者会見」のコーナーに出演[212][213]。
- 北村一輝 - 「慎吾ママの部屋」のコーナーに出演（ジョン万次郎役）[213]。

#### 第81回
- 澤井梨丘 - 「カレーなる賭け」のコーナーに出演[214]。

#### 〜4月から総合テレビにお引っ越し!スペシャル〜
- 近藤泰郎 - 「収録舞台裏リポート」「名物キャラクターにインタビュー」のコーナーにおいてリポーターを担当[215]。

### 2024年度

#### 第82回
- 大地真央 - 「慎吾ママの部屋」のコーナーに出演（マリー・アントワネット役）[216][217]。

#### 第83回
- Awich - 「子ども記者会見」のコーナーに出演[218][219]。
- 糸井重里 - 「にっぽん歌謡合唱団[注釈 2]」のコーナーに出演[219]。

#### 第84回
- 山崎貴 - 「子ども記者会見」のコーナーに出演[220][221]。

#### 第85回
- 石川さゆり - 「子ども記者会見」のコーナーに出演[222][223]。
- 安江豊司 - 「ワルイコテレビショッピング」のコーナーに出演。

#### 第86回
- 小島よしお - 「子ども記者会見」のコーナーに出演[224][225]。

#### 第87回
- 森保一 - 「子ども記者会見」のコーナーに出演[226][227]。
- 和田永 - 「好きの取調室」のコーナーに出演[228]。

#### 第88回
- 森保一 - 第89回に引き続き「子ども記者会見」のコーナーに出演[229][230]。

#### 第89回
- 中村獅童 - 「子ども記者会見」のコーナーに出演[231][232]。

#### 第90回
- 大下容子 - 「子ども記者会見」のコーナーに出演[233][234]。

#### 第91回
- 片桐仁 - 「美味しゅう字」のコーナーに出演[29]。
- 茂山七五三 - 「国宝だって人間だ!」のコーナーに出演[235]。

#### 第92回
- 木村多江 - 「慎吾ママの部屋」のコーナーに出演（推古天皇役）[236][237]。
- 椿八郎 - 「ヨネキンチャンネル」のコーナーに出演[238]。

#### 第93回
- 真琴つばさ - 「慎吾ママの部屋」のコーナーに出演（ヴィクトリア女王役）[239][30]。

#### 第94回
- 山之内すず - 「子ども記者会見」のコーナーに出演[240][241]。
- 中村梅玉（4代目） - 「国宝だって人間だ!」のコーナーに出演[241]。

#### 第95回
- 白石麻衣 - 「ケミカルシアター“僕たちがI LOVE YOU”」のコーナーに出演[242][243][244]。
- 美山加恋 - 「ケミカルシアター“僕たちがI LOVE YOU”」のコーナーに出演[242][243][244]。
- 新納慎也 - 「ケミカルシアター“僕たちがI LOVE YOU”」のコーナーに出演[242][243][244]。

#### 第96回
- 林修 - 「子ども記者会見」のコーナーに出演[245][246]。

#### 第97回
- 江守正多 - 「子ども記者会見」のコーナーに出演[247][248]。
- 斉田季実治  - 「子ども記者会見」のコーナーに出演[247][248]。
- 山崎静代 - 「美味しゅう字」のコーナーに出演[248]。

#### 第98回
- 江守正多 - 第97回に引き続き「子ども記者会見」のコーナーに出演[249][250]。
- 斉田季実治  - 第97回に引き続き「子ども記者会見」のコーナーに出演[249][250]。

#### 第99回
- 満島ひかり - 「子ども記者会見」のコーナーに出演[251][252]。

#### 第100回
- 坂上忍 - 「子ども記者会見」のコーナーに出演[253][254]。

#### 第101回
- 近藤春菜 - 「慎吾ママの部屋」のコーナーに出演（津田梅子役）[255][256]。
- 斉藤和義 - 「にっぽん歌謡合唱団」のコーナーに出演[256]。
- ラッピーいしばし - 「ヨネキンチャンネル」のコーナーに出演[257]。

#### 第102回
- 和田アキ子 - 「子ども記者会見」のコーナーに出演[258][259]。
- 石原良純 - 「稚語俳句」のコーナーに出演[259]。

#### 第103回
- 北川景子 - 「慎吾ママの部屋」のコーナーに出演（茶々役）[260][261]。
- IKKO - 「子ども記者会見」のコーナーに出演[261]。

#### 第104回
- 満島真之介 - 「慎吾ママの部屋」のコーナーに出演（モーツァルト役）[262][31]。
- 小林快次 - 「好きの取調室」のコーナーに出演[263]。

#### 第105回
- 奥田民生 - 「にっぽん歌謡合唱団」のコーナーに出演[264][265]。
- くっきー! - 「美味しゅう字」のコーナーに出演[265]。

#### 第106回
- 八嶋智人 - 「慎吾ママの部屋」のコーナーに出演（サルバドール・ダリ役）[266][267]。
- 福岡伸一 - 「子ども記者会見」のコーナーに出演[267]。

#### 第107回
- 片桐仁 - 「美味しゅう字」のコーナーに出演[268]。
- デーブ・スペクター - 「子ども記者会見」のコーナーに出演[268]。

#### 第108回
- 三谷幸喜 - 「慎吾ママの部屋」のコーナーに出演（アインシュタイン役）[269][270]。
- 山崎静代 - 「美味しゅう字」のコーナーに出演[270]。
- かねさん / 金本秀明 - 「ヨネキンチャンネル」のコーナーに出演[271]。

#### 第109回
- 加藤諒 - 「慎吾ママの部屋」のコーナーに出演（ルイ14世役）[272][273]。
- 野村峰山 - 「国宝だって人間だ！」のコーナーに出演[273]。

#### 第110回
- 石原良純 - 「稚語俳句」のコーナーに出演[274]。

#### 第111回
- 城田優 - 「慎吾ママの部屋」のコーナーに出演（マシュー・ペリー役）[275][276][277]。
- くっきー! - 「美味しゅう字」のコーナーに出演[276][277]。
- 手塚新理 - 「ヨネキンチャンネル」のコーナーに出演[277]。

#### 第112回
- モーリー・ロバートソン - 「子ども記者会見」のコーナーに出演[278][279]。
- 小鷹研理 - 「好きの取調室」のコーナーに出演[279]。

#### 第113回
- 塚地武雅 - 「慎吾ママの部屋」のコーナーに出演（西郷隆盛役）[280][281]。

#### 第114回
- 伊藤慎一 - 「好きの取調室」のコーナーに出演[282]。

#### 第115回
- 田島木綿 - 「好きの取調室」のコーナーに出演[283][284]。
- 田中俊行 - 「ワルイコテレビショッピング」のコーナーに出演[284][285]。

#### 第116回
- 成瀬雅春 - 「ワルイコテレビショッピング」のコーナーに出演[286]。

#### 第117回
- 鉄拳 - 「美味しゅう字」のコーナーに出演[287]。

#### 第118回
- 安野貴博 - 「子ども記者会見」のコーナーに出演[288][289]。

#### 第119回
- 佐久間宣行 - 「子ども記者会見」のコーナーに出演[290][291]。

## コーナー
（この節の出典）
- 慎吾ママの部屋
  - 出演：香取慎吾（慎吾ママ役）
  - 歴史上の人物の本音を、今の時代に聞くことができたらどうなるか、ゲストと慎吾ママ（元々はフジテレビ『サタ☆スマ』のキャラクター）が「タイムスリップトーク」を繰り広げるコーナー[32]。NHK・民放で放送された時代劇や大河ドラマに登場した人物が、実際に登場作品で演じたキャストで登場（上記も参照）する事があり、第1回では徳川慶喜に扮した草彅剛（大河ドラマ『青天を衝け』より）が登場した[32]。陰陽師安倍晴明として稲垣吾郎も出演。
- 芸能界むかしばなし
  - 出演：稲垣吾郎、絵：鳥丸弘光
  - 稲垣吾郎が芸能界であったエピソードを昔話風に読み聞かせるコーナー[32][7]。第1回では勝新太郎を、第4回では黒澤明を[35]、第11回では赤塚不二夫[44]、第17回では美空ひばり[63]、第19回では松田優作[292]、第37回では志村けん[113]、第54回ではアントニオ猪木[154]、第68回ではキャンディーズ[185]、第105回では忌野清志郎[265]を扱った。
- おとなのダンス音楽
  - 出演：香取慎吾、草彅剛、稲垣吾郎
  - ダンスコーナー[32]。第1回からは「シリシリダンス」を扱った。また第5回からは「ワルイコソーラン」というダンスを扱っている[37]。
  - 「みんなのうた～ひろがれ！いろとりどり」の2023年4月・5月のうたとして「ワルイコソーラン」の放送が行われている[293][294][295]。2023年5月17日に新しいワルイコ合唱団の名義で「ワルイコソーラン」が配信リリースされた[295][296]。
- 国宝だって人間だ!
  - 出演：香取慎吾（引率の先生）[137]、稲垣吾郎（キュレーター）[137]
  - 香取慎吾が引率の先生を務め、子ども達を連れ、人間国宝に会いに行くコーナー[32][137]。子ども達が人間国宝の人物に様々な質問を投げかける[7][32][137]。第1回では桐竹勘十郎が登場した[7][32]。
- 子ども記者会見
  - 出演：稲垣吾郎（司会）、香取慎吾（しんごちん）
  - 実在の著名人に様々な素朴な質問をするコーナー[32]。稲垣吾郎を進行役に、「しんごちん」に扮した香取慎吾ら子ども記者が、記者席に陣取り、質疑応答をする[32]。第2回では新谷学に質疑応答をした[32]。
- 好きの取調室
  - 出演：草彅剛
  - 取り調べ官の草彅剛が好きなことを続けて仕事にしている人を架空の取調室で調べるコーナー[32][50]。取り調べの際は、ツッコミを交えながらその人物の仕事や功績を紹介する[32]。第2回では西村剛に動物の声の出し方について取り調べを行った[32]。
- ケミカルドラマ / ケミカルシアター
  - 第3回より放送されているドラマ仕立てで化学を学ぶコーナー[297]。
  - 第3回「愛し合ってはいけない[298]」出演：草彅剛、國村隼、平岩紙
  - 第13回「君を輝かせたい[299]」出演：草彅剛、松本穂香、小沢真珠、ふせえり[18][49]
  - 秋の大感謝祭SP「闇に落ちる」出演：草彅剛、真矢ミキ、黒川智花、利重剛、加藤清史郎[81]
  - 第44回「愛の爆発」出演：稲垣吾郎[130]、満島真之介[129][131]、佐津川愛美[129][131]、本仮屋ユイカ[129][131]、厚切りジェイソン[131]
  - 年末スペシャル「氷の微笑み」出演：稲垣吾郎[195][196]、蓮佛美沙子[195][196]、久保田紗友[195][196]、片平なぎさ[195][196]
  - 第95回「“僕たちがI LOVE YOU”」出演：香取慎吾[242][243][244]、⽩⽯⿇⾐[242][243][244]、美⼭加恋[242][243][244]、新納慎也[242][243][244]
- 初割（初ワル）
  - 出演：稲垣吾郎、香取慎吾（カツケン）、寺本守
  - 第3回で放送されたコーナー。取材ディレクターに扮する稲垣吾郎が陶芸家・寺本守の工房を訪問し、寺本守に失敗作の作品を割ってほしいと頼まれる。躊躇する稲垣吾郎の前に香取慎吾が扮するカツケンが登場し、「初割」を勧める[297][300]。
- 昭和歌謡合唱団[298]（第69回まで）→にっぽん歌謡合唱団（第83回以降[注釈 2]）
  - 出演：草彅剛（草滝廉太郎）、田島岳（ピアノ演奏）[301]
  - 第4回より放送されている昭和の歌と歌詞の言葉の関係について学ぶコーナー。第4回では荒木とよひさが登場した[35]。
- ヨネキンチャンネル[39][142]
  - 出演：稲垣吾郎（ヨネキン）、草彅剛（ニャン吉）[302]
  - 第5回より放送されている稲垣吾郎が88歳のユーチュー婆（ばあ）の「ヨネキン[注釈 3]」に扮し、相棒の猫「ニャン吉」と共に配信を行うコーナー[302][303]。第15回からは新企画として「偉人の墓参り」が始まった[304]、第49回では中田芳子とのコラボ企画が行われた[141][142]。
  - 「ニャン吉」はヨネキンの飼い猫で、すぐ調子にのる猫と説明されている[302][303]。「ズコズコにゃーにゃー! ズコにゃーにゃー!」という口癖がある[302]。
- 稚語俳句
  - 出演：香取慎吾（MC）[50]、草彅剛（松尾葉翔）[72]、辻内京子、高柳克弘
  - 第6回（レギュラー放送2回目）より放送されている季語の他に「稚語」という子どもが使うような言葉を使って俳句を作るコーナー[36][305][306]。第6回では「おしり」という「稚語」を用いて、俳句を作った[36]。
- 美味（うま）しゅう字[17]
  - 出演：草彅剛、香取慎吾、日置恵
  - 第7回（レギュラー放送3回目）より放送されている出されたお題を習字でより美味しそうに書けるか勝負するコーナー[17]。
- バブルランウェイ
  - 出演：香取慎吾（MC）、大鶴義丹、田中律子[17]
  - 第7回（レギュラー放送3回目）より放送されているバブル期の様子をコント仕立てで学ぶコーナー[17]。
- カレーなる賭け
  - 出演：稲垣吾郎（ディーラー）
  - 第10回より放送されている小学生のゲストが3つのカレーの中から親が調理したカレーを当てられるか対決をするコーナー[43][50][306]。
- 稲垣淳二の解談算数「トイレのハナコ算」[18][47][48][49]
  - 出演：稲垣吾郎（稲垣淳二）、蛙亭/イワクラ（トイレのハナコさん）、蛙亭/中野周平（ホネ太郎）、みりちゃむ（初代ねこ娘、第86回 - 第90回）[28]、ゆいちゃみ（二代目ねこ娘、第93回 - ）[30]
  - 第13回より放送されている子ども達に嫌われがちな算数を怖く楽しく学ぶコーナー[18][49]。第39回より新たな仲間として「ホネ太郎」が加わった[21][22]。第86回より新たな仲間として「ねこ娘」が加わった[28]。
- 社会の体操選手権[19][307]
  - 出演：草彅剛（草村航平役）、香取慎吾（松木慎太郎役、解説、日本社会の体操連盟会長）、松野靖彦（実況、第15回 - ）、塚本貴之（実況、第65回 - ）、宮田貴行（実況、第82回 - ）
  - 第15回より放送されている草彅剛が「スマートなふるまいの美しさ」を競う競技を行うコーナー[51]。
- ガヤガヤ姉妹の今日はガヤガヤ[53]→ガヤガヤ姉妹の今日はガオガオ[注釈 4]
  - 出演：草彅剛（姉: クリコ）、香取慎吾（妹: カホ）
  - 第16回より放送されているショートコントを交えながら全国のガヤがつく町を紹介するコーナー[53][54][308]。
- ワルイコテレビショッピング[309]
  - 出演：香取慎吾（ワルネット香高[310]）、関根麻里（アシスタント）[20]
  - 秋の大感謝祭SPより放送されているワルネット香高が、商品を紹介し販売するコーナー。秋の大感謝祭SPでは「UFOのカケラ」が紹介され[311]、第31回では、「ビッグフットの足型」が紹介された[312]。
- クイズ！人生最高の一問[313]
  - 出演：草彅剛（司会、ナレーション[314]）、稲垣吾郎
  - クリスマススペシャルより放送されている草彅剛が司会を務め、稲垣吾郎が子ども達とともにゲストからの出題に答えるコーナー[315]。クリスマススペシャルでは幡野広志が登場した[316]。
- 花垣吾郎[139][317]
  - 出演：稲垣吾郎、クロちゃん[23]、井上裕介[27]
  - 第48回より放送されているコーナー[139]。ある日「花のことば」を聞くことができるふしぎな男・吾郎が、花との出会いを求めて花屋にやってくる[139][23]。するとそこで「バラちゃん」（演：クロちゃん）が話しかけてくる[23]。
- ワルイコハングル
  - 出演：草彅剛（チョ・ガンホ[318]）、ハ・ヨンス[24]、根本理恵[24]
  - 第55回より放送されている、なかよし夫婦の日常会話でハングルの表現を楽しく学ぶコーナー[156]。
- 株式会社ジンタイ
  - 出演：草彅剛（胆のう君役）[174]、稲垣吾郎（脾ぞう君役）[174]
  - 夏休みスペシャルより放送されている、草彅剛と稲垣吾郎が株式会社ジンタイで働く臓器として出演し、2人の会話を通して体や臓器の役割について紹介をしていくコーナー[166][319]。
- ワルプロジェクト101
  - 出演[29]：クリス・ペプラー（MC）、香取慎吾（S.K.パーク役）、稲垣吾郎（稲垣流行役）、アンミカ
  - 第91回より放送されている、歌うまキッズがチャレンジする、未来のスターを探すための公開オーディションコーナー[235]。
- おせっかい美術館
  - 出演[31]：神田うの（ウノ役）、稲垣吾郎（おせっかいな客イナガキ役）
  - 第104回より放送されている、とある美術館を訪ねたウノが名画を前に熱く語っていると、どこからともなく常連らしき来館者イナガキがそばにやってきて、うんちくを披露しはじめるコーナー[31]。

## 放送

### 初回の放送とその反響
2021年9月13日の初回の放送では、事前の予告や番組宣伝を一切行わなかった。また、NHKのWebサイトの番組表は番組名と簡単な説明のみで、出演者に関する記述は無かった。NHKによると、この番組は新しい教育バラエティーを目指した「開発番組」に位置付けられており、PRにおいても従来にない方法を用いたという。

この手法についてNHK広報部は次のようにコメントした。
「『新しい教育バラエティー』という特集番組を制作したということで、PRについても新しい試みにチャレンジをしました。朝の放送は、お母さんと子どもたちへのサプライズ。そこから（当日）夜の放送に向けて、一斉にSNSなどでPRするという方法を実験的に行いました」
2021年9月13日の8:25から始まったの初回の放送中に、Twitterで「慎吾ママ」が国内トレンド1位、「#ワルイコあつまれ」が国内トレンド2位となった。同日19:25からの再放送の後の20時に「＃ワルイコあつまれ」が国内トレンド1位となった（時刻はいずれも日本標準時（JST））。

### 放送時間
- 2021年度
  - 不定期（特別番組として4回放送[320]）
- 2022年度[8][321][322]（2022年04月09日 - 2023年03月25日）
  - NHK Eテレ 土曜日 10:15 - 10:45（本放送）（毎月最終土曜除く）
  - NHK Eテレ 土曜日 22:00 - 22:30（再放送）（毎月最終土曜除く）
- 2023年度[323][324]（2023年04月08日 - 2024年03月23日）
  - NHK Eテレ 土曜日 10:00 - 10:30（本放送）
  - NHK Eテレ 土曜日 22:00 - 22:30（再放送）
- 2024年度[325][326]（2024年04月02日 - 2025年3月15日）
  - NHK 総合 火曜日 23:00 - 23:30（本放送）
  - NHK Eテレ 土曜日 10:00 - 10:30（再放送）

## エピソード

### 2021年度（特番時代）
- 当初、『ワルイコあつまれ』の放送は2回までしか決定しておらず、その後は未定とされていた[5][7]。しかしその後、2022年1月1日に「お正月は初ワル&おそワルの2本立て」と題し、第2弾の放送が発表された[3][327]。また、それと共に9月に放送された2本を2021年12月31日に再放送をする事も決定した[327][328]。

| 話数 | タイトル | 放送コーナー                                                                                            | 初放送日（JST） | 出典    |
| ---- | -------- | --- | --------------- | ------- |
| 1    | （1）    | - 慎吾ママの部屋 - 芸能界むかしばなし - おとなのダンス音楽（シリシリダンス） - 国宝だって人間だ!        | 2021年09月13日  | [ 1 ]   |
| 2    | （2）    | - 子ども記者会見 - 好きの取調室 - おとなのダンス音楽（シリシリダンス）                                  | 2021年09月20日  | [ 329 ] |
| 3    | （3）    | - 慎吾ママの部屋 - ケミカルドラマ「愛し合ってはいけない」 - 初割 - おとなのダンス音楽（シリシリダンス） | 2022年01月01日  | [ 3 ]   |
| 4    | （4）    | - 子ども記者会見 - 昭和歌謡合唱団 - 芸能界むかしばなし                                                  | 2022年01月01日  | [ 3 ]   |

### 2022年度（レギュラー放送）
- 2022年4月より毎週土曜日の10:15より、レギュラー放送を開始することが発表された[2][330]。それを前に、特集番組『ワルイコあつまれ〜もうすぐスタート!』と題した特集番組の放送も行われた[330]。

| 話数 | タイトル                                                               | 放送コーナー | 初放送日（JST） | 出典            |
| ---- | ---------------------------------------------------------------------- | --- | --------------- | --------------- |
| 5    | 本日スタート!稲垣吾郎、草彅剛、香取慎吾の教育バラエティー              | - 慎吾ママの部屋 - 好きの取調室 - ヨネキンチャンネル - おとなのダンス音楽（ワルイコソーラン）                                     | 2022年04月09日  | [ 331 ]         |
| 6    | 稲垣吾郎、草彅剛、香取慎吾と楽しく学ぶ教育バラエティー                 | - 子ども記者会見 - 稚語俳句 - おとなのダンス音楽（ワルイコソーラン）                                                              | 2022年04月16日  | [ 332 ]         |
| 7    | 稲垣吾郎・草彅剛・香取慎吾と楽しく社会を学ぶ教育バラエティー           | - バブルランウェイ - 美味しゅう字 - 国宝だって人間だ! - おとなのダンス音楽（ワルイコソーラン）                                    | 2022年04月23日  | [ 17 ]          |
| 8    | 稲垣吾郎・草彅剛・香取慎吾と楽しく学ぶ教育バラエティー                 | - 慎吾ママの部屋 - 子ども記者会見 - 美味しゅう字                                                                                  | 2022年04月30日  | [ 38 ]          |
| 9    | 稲垣吾郎・草彅剛・香取慎吾が送る教育系バラエティー                     | - 子ども記者会見 - 稚語俳句 - ヨネキンチャンネル                                                                                  | 2022年05月07日  | [ 39 ]          |
| 10   | 稲垣吾郎・草彅剛・香取慎吾が送る子どもも大人も楽しめる教育バラエティー | - カレーなる賭け - 好きの取調室 - バブルランウェイ - おとなのダンス音楽（ワルイコソーラン）                                       | 2022年05月14日  | [ 43 ]          |
| 11   | 稲垣吾郎・草彅剛・香取慎吾と、今回も楽しく学びましょう!!               | - 慎吾ママの部屋 - 美味しゅう字 - 芸能界むかしばなし - おとなのダンス音楽（ワルイコソーラン）                                     | 2022年05月21日  | [ 333 ]         |
| 12   | 稲垣吾郎・草彅剛・香取慎吾と学ぶ教育バラエティー                       | - 昭和歌謡合唱団 - 子ども記者会見 - ヨネキンチャンネル - おとなのダンス音楽（ワルイコソーラン）                                   | 2022年06月04日  | [ 46 ]          |
| 13   | 稲垣吾郎・草彅剛・香取慎吾と学ぶ教育バラエティー                       | - 慎吾ママの部屋 - ケミカルドラマ「君を輝かせたい」 - おとなのダンス音楽（ワルイコソーラン） - 稲垣淳二の解談算数                 | 2022年06月11日  | [ 334 ] [ 49 ]  |
| 14   | 稲垣吾郎・草彅剛・香取慎吾と学ぶ教育バラエティー                       | - カレーなる賭け - 稚語俳句 - 好きの取調室                                                                                        | 2022年06月18日  | [ 335 ] [ 50 ]  |
| 15   | 稲垣吾郎・草彅剛・香取慎吾と学ぶ教育バラエティー                       | - 子ども記者会見 - 社会の体操選手権 - ヨネキンチャンネル - おとなのダンス音楽（ワルイコソーラン）                                 | 2022年07月02日  | [ 51 ] [ 336 ]  |
| 16   | 稲垣吾郎・草彅剛・香取慎吾と学ぶ教育バラエティー                       | - ガヤガヤ姉妹の今日はガヤガヤ - 昭和歌謡合唱団 - おとなのダンス音楽（ワルイコソーラン） - 解談算数・トイレのハナコ算             | 2022年07月09日  | [ 53 ] [ 54 ]   |
| 17   | 稲垣吾郎・草彅剛・香取慎吾と学ぶ教育バラエティー                       | - 国宝だって人間だ！ - 稚語俳句 - 芸能界むかしばなし                                                                              | 2022年07月16日  | [ 55 ] [ 63 ]   |
| 18   | 稲垣吾郎・草彅剛・香取慎吾と学ぶ教育バラエティー                       | - 子ども記者会見 - 社会の体操選手権 - おとなのダンス音楽（ワルイコソーラン） - ヨネキンチャンネル                                 | 2022年07月23日  | [ 57 ] [ 58 ]   |
| 19   | 稲垣吾郎・草彅剛・香取慎吾と学ぶ教育バラエティー                       | - 子ども記者会見 - ガヤガヤ姉妹の今日はガヤガヤ - 芸能界むかしばなし                                                              | 2022年08月06日  | [ 59 ]          |
| 20   | 稲垣吾郎・草彅剛・香取慎吾と学ぶ教育バラエティー                       | - 美味しゅう字 - 慎吾ママの部屋 - おとなのダンス音楽（ワルイコソーラン） - カレーなる賭け                                         | 2022年08月13日  | [ 337 ] [ 338 ] |
| 21   | 稲垣吾郎・草彅剛・香取慎吾と学ぶ教育バラエティー                       | - 慎吾ママの部屋 - おとなのダンス音楽（ワルイコソーラン） - 社会の体操選手権 - ヨネキンチャンネル                                 | 2022年08月20日  | [ 339 ] [ 340 ] |
| 22   | 稲垣吾郎・草彅剛・香取慎吾と学ぶ教育バラエティー                       | - 好きの取調室 - ガヤガヤ姉妹の今日はガヤガヤ - おとなのダンス音楽（ワルイコソーラン） - 稲垣淳二の解談算数「トイレのハナコ算」   | 2022年09月10日  | [ 341 ]         |
| 23   | 稲垣吾郎・草彅剛・香取慎吾と学ぶ教育バラエティー                       | - 子ども記者会見 - 社会の体操選手権 - 国宝だって人間だ!                                                                           | 2022年09月17日  | [ 342 ] [ 67 ]  |
| 24   | 稲垣吾郎・草彅剛・香取慎吾と学ぶ教育バラエティー                       | - 子ども記者会見 - バブルランウェイ - ガヤガヤ姉妹の今日はガヤガヤ - おとなのダンス音楽（ワルイコソーラン）                       | 2022年09月24日  | [ 68 ] [ 69 ]   |
| 25   | (25) 稲垣吾郎・草彅剛・香取慎吾と学ぶ教育バラエティー                  | - 慎吾ママの部屋 - 美味しゅう字 - おとなのダンス音楽（ワルイコソーラン） - カレーなる賭け                                         | 2022年10月01日  | [ 343 ] [ 344 ] |
| 26   | (26)稲垣吾郎・草彅剛・香取慎吾と学ぶ教育バラエティー                   | - 子ども記者会見 - 稚語俳句 - ヨネキンチャンネル - おとなのダンス音楽（ワルイコソーラン）                                         | 2022年10月08日  | [ 71 ] [ 72 ]   |
| 27   | (27)稲垣吾郎・草彅剛・香取慎吾と学ぶ教育バラエティー                   | - 慎吾ママの部屋 - おとなのダンス音楽（ワルイコソーラン） - 美味しゅう字 - 稲垣淳二の解談算数「トイレのハナコ算」                 | 2022年10月15日  | [ 73 ] [ 74 ]   |
| 28   | (28)稲垣吾郎・草彅剛・香取慎吾と学ぶ教育バラエティー                   | - 子ども記者会見 - 社会の体操選手権 - 稚語俳句                                                                                    | 2022年10月22日  | [ 75 ] [ 76 ]   |
| 29   | (29)稲垣吾郎・草彅剛・香取慎吾と学ぶ教育バラエティー                   | - 子ども記者会見 - ガヤガヤ姉妹の今日はガヤガヤ - おとなのダンス音楽（ワルイコソーラン） - 稲垣淳二の解談算数「トイレのハナコ算」 | 2022年11月05日  | [ 83 ] [ 84 ]   |
| 30   | (30)稲垣吾郎・草彅剛・香取慎吾と学ぶ教育バラエティー                   | - 昭和歌謡合唱団 - 稚語俳句 - ヨネキンチャンネル                                                                                  | 2022年11月12日  | [ 86 ] [ 87 ]   |
| 31   | (31)稲垣吾郎・草彅剛・香取慎吾と学ぶ教育バラエティー                   | - ワルイコテレビショッピング - おとなのダンス音楽（ワルイコソーラン） - 好きの取調室 - 芸能界むかしばなし                         | 2022年11月19日  | [ 345 ] [ 346 ] |
| 32   | (32)稲垣吾郎・草彅剛・香取慎吾と学ぶ教育バラエティー                   | - 昭和歌謡合唱団 - 子ども記者会見 - おとなのダンス音楽（ワルイコソーラン） - 稲垣淳二の解談算数「トイレのハナコ算」               | 2022年12月03日  | [ 91 ] [ 92 ]   |
| 33   | (33)稲垣吾郎・草彅剛・香取慎吾と学ぶ教育バラエティー                   | - 子ども記者会見 - バブルランウェイ - 好きの取調室 - おとなのダンス音楽（ワルイコソーラン）                                       | 2022年12月10日  | [ 347 ] [ 93 ]  |
| 34   | (34)稲垣吾郎・草彅剛・香取慎吾と学ぶ教育バラエティー                   | - 子ども記者会見 - 美味しゅう字 - おとなのダンス音楽（ワルイコソーラン） - ヨネキンチャンネル                                     | 2022年12月17日  | [ 96 ] [ 97 ]   |
| 35   | (35)稲垣吾郎・草彅剛・香取慎吾と学ぶ教育バラエティー                   | - 慎吾ママの部屋 - 美味しゅう字 - 稲垣淳二の解談算数「トイレのハナコ算」                                                          | 2023年01月07日  | [ 105 ] [ 106 ] |
| 36   | (36)稲垣吾郎・草彅剛・香取慎吾と学ぶ教育バラエティー                   | - 子ども記者会見 - ガヤガヤ姉妹の今日はガヤガヤ - 好きの取調室                                                                    | 2023年01月14日  | [ 108 ] [ 109 ] |
| 37   | (37)稲垣吾郎・草彅剛・香取慎吾と学ぶ教育バラエティー                   | - 子ども記者会見 - 美味しゅう字 - おとなのダンス音楽（ワルイコソーラン） - 芸能界むかしばなし                                     | 2023年01月21日  | [ 112 ] [ 113 ] |
| 38   | (38)稲垣吾郎・草彅剛・香取慎吾と学ぶ教育バラエティー                   | - 慎吾ママの部屋 - 社会の体操選手権 - 子ども記者会見                                                                              | 2023年02月04日  | [ 114 ] [ 115 ] |
| 39   | (39)稲垣吾郎・草彅剛・香取慎吾と学ぶ教育バラエティー                   | - 子ども記者会見 - ガヤガヤ姉妹の今日はガヤガヤ - 稲垣淳二の解談算数「トイレのハナコ算」 - おとなのダンス音楽（ワルイコソーラン） | 2023年02月11日  | [ 116 ] [ 117 ] |
| 40   | (40)稲垣吾郎・草彅剛・香取慎吾と学ぶ教育バラエティー                   | - 好きの取調室 - バブルランウェイ - 子ども記者会見 - おとなのダンス音楽（ワルイコソーラン）                                       | 2023年02月18日  | [ 118 ] [ 119 ] |
| 41   | (41)稲垣吾郎・草彅剛・香取慎吾と学ぶ教育バラエティー                   | - 子ども記者会見 - 稚語俳句 - おとなのダンス音楽（ワルイコソーラン） - ガヤガヤ姉妹の今日はガヤガヤ                               | 2023年03月04日  | [ 120 ] [ 121 ] |
| 42   | (42)稲垣吾郎・草彅剛・香取慎吾と学ぶ教育バラエティー                   | - 慎吾ママの部屋 - 社会の体操選手権 - 子ども記者会見 - おとなのダンス音楽（ワルイコソーラン）                                     | 2023年03月11日  | [ 122 ] [ 123 ] |
| 43   | (43)稲垣吾郎・草彅剛・香取慎吾と学ぶ教育バラエティー                   | - 昭和歌謡合唱団 - 稚語俳句 - 稲垣淳二の解談算数「トイレのハナコ算」                                                              | 2023年03月18日  | [ 124 ] [ 125 ] |

### 2023年度（レギュラー放送）
| 話数 | タイトル                                             | 放送コーナー | 初放送日（JST） | 出典            |
| ---- | ---------------------------------------------------- | --- | --------------- | --------------- |
| 44   | (44)稲垣吾郎・草彅剛・香取慎吾と学ぶ教育バラエティー | - 子ども記者会見 - 社会の体操選手権 - ケミカルドラマ「愛の爆発」                                                  | 2023年04月08日  | [ 348 ] [ 130 ] |
| 45   | (45)稲垣吾郎・草彅剛・香取慎吾と学ぶ教育バラエティー | - 子ども記者会見 - おとなのダンス音楽（ワルイコソーラン） - ガヤガヤ姉妹の今日はガヤガヤ - 稚語俳句               | 2023年04月15日  | [ 132 ] [ 133 ] |
| 46   | (46)稲垣吾郎・草彅剛・香取慎吾と学ぶ教育バラエティー | - 慎吾ママの部屋 - 美味しゅう字 - 稲垣淳二の解談算数「トイレのハナコ算」 - おとなのダンス音楽（ワルイコソーラン） | 2023年04月22日  | [ 134 ] [ 135 ] |
| 47   | (47)稲垣吾郎・草彅剛・香取慎吾と学ぶ教育バラエティー | - 昭和歌謡合唱団 - 社会の体操選手権 - 国宝だって人間だ!                                                           | 2023年04月29日  | [ 136 ] [ 137 ] |
| 48   | (48)稲垣吾郎・草彅剛・香取慎吾と学ぶ教育バラエティー | - 子ども記者会見 - 花垣吾郎 - 美味しゅう字                                                                        | 2023年05月06日  | [ 138 ] [ 139 ] |
| 49   | (49)稲垣吾郎・草彅剛・香取慎吾と学ぶ教育バラエティー | - ワルイコテレビショッピング - 好きの取調室 - ヨネキンチャンネル - おとなのダンス音楽（ワルイコソーラン）         | 2023年05月13日  | [ 349 ] [ 142 ] |
| 50   | (50)稲垣吾郎・草彅剛・香取慎吾と学ぶ教育バラエティー | - 子ども記者会見 - 美味しゅう字 - 稲垣淳二の解談算数「トイレのハナコ算」                                          | 2023年05月20日  | [ 144 ] [ 145 ] |
| 51   | (51)稲垣吾郎・草彅剛・香取慎吾と学ぶ教育バラエティー | - 昭和歌謡合唱団 - カレーなる賭け - ガヤガヤ姉妹の今日はガヤガヤ - おとなのダンス音楽（ワルイコソーラン）         | 2023年06月03日  | [ 146 ] [ 147 ] |
| 52   | (52)稲垣吾郎・草彅剛・香取慎吾と学ぶ教育バラエティー | - 好きの取調室 - 花垣吾郎 - 稚児俳句 - おとなのダンス音楽（ワルイコソーラン）                                     | 2023年06月10日  | [ 148 ] [ 149 ] |
| 53   | (53)稲垣吾郎・草彅剛・香取慎吾と学ぶ教育バラエティー | - 子ども記者会見 - 社会の体操選手権 - ワルイコテレビショッピング                                                  | 2023年06月17日  | [ 150 ] [ 151 ] |
| 54   | (54)稲垣吾郎・草彅剛・香取慎吾と学ぶ教育バラエティー | - 慎吾ママの部屋 - 稚語俳句 - 芸能界むかしばなし                                                                  | 2023年07月01日  | [ 153 ] [ 154 ] |
| 55   | (55)稲垣吾郎・草彅剛・香取慎吾と学ぶ教育バラエティー | - 子ども記者会見 - ワルイコハングル - ヨネキンチャンネル                                                          | 2023年07月08日  | [ 155 ] [ 156 ] |
| 56   | (56)稲垣吾郎・草彅剛・香取慎吾と学ぶ教育バラエティー | - 慎吾ママの部屋 - カレーなる賭け - 美味しゅう字                                                                  | 2023年07月15日  | [ 157 ] [ 158 ] |
| 57   | (57)稲垣吾郎・草彅剛・香取慎吾と学ぶ教育バラエティー | - 昭和歌謡合唱団 - 花垣吾郎 - 美味しゅう字 - おとなのダンス音楽（ワルイコソーラン）                               | 2023年07月22日  | [ 159 ] [ 160 ] |
| 58   | (58)稲垣吾郎・草彅剛・香取慎吾と学ぶ教育バラエティー | - 子ども記者会見 - 稚語俳句 - 稲垣淳二の解談算数「トイレのハナコ算」                                              | 2023年08月05日  | [ 161 ] [ 162 ] |
| 59   | (59)稲垣吾郎・草彅剛・香取慎吾と学ぶ教育バラエティー | - 好きの取調室 - 国宝だって人間だ! - ヨネキンチャンネル                                                           | 2023年08月12日  | [ 163 ] [ 164 ] |
| 60   | (60)稲垣吾郎・草彅剛・香取慎吾と学ぶ教育バラエティー | - 慎吾ママの部屋 - 稚語俳句 - 稲垣淳二の解談算数「トイレのハナコ算」                                              | 2023年09月02日  | [ 167 ] [ 168 ] |
| 61   | (61)稲垣吾郎・草彅剛・香取慎吾と学ぶ教育バラエティー | - 子ども記者会見 - 社会の体操選手権 - ガヤガヤ姉妹の今日はガヤガヤ                                                | 2023年09月09日  | [ 169 ] [ 170 ] |
| 62   | (62)稲垣吾郎・草彅剛・香取慎吾と学ぶ教育バラエティー | - 子ども記者会見 - ワルイコハングル - バブルランウェイ - おとなのダンス音楽（ワルイコソーラン）                   | 2023年09月16日  | [ 171 ] [ 172 ] |
| 63   | (63)稲垣吾郎・草彅剛・香取慎吾と学ぶ教育バラエティー | - 子ども記者会見 - 株式会社ジンタイ - 稲垣淳二の解談算数「トイレのハナコ算」                                      | 2023年09月23日  | [ 173 ] [ 174 ] |
| 64   | (64)稲垣吾郎・草彅剛・香取慎吾と学ぶ教育バラエティー | - 昭和歌謡合唱団 - ヨネキンチャンネル - ガヤガヤ姉妹の今日はガヤガヤ                                              | 2023年10月07日  | [ 175 ] [ 176 ] |
| 65   | (65)稲垣吾郎・草彅剛・香取慎吾と学ぶ教育バラエティー | - 慎吾ママの部屋 - 社会の体操選手権 - カレーなる賭け - おとなのダンス音楽（ワルイコソーラン）                     | 2023年10月14日  | [ 178 ] [ 179 ] |
| 66   | (66)稲垣吾郎・草彅剛・香取慎吾と学ぶ教育バラエティー | - 子ども記者会見 - 株式会社ジンタイ - 好きの取調室 - おとなのダンス音楽（ワルイコソーラン）                       | 2023年10月21日  | [ 180 ] [ 181 ] |
| 67   | (67)稲垣吾郎・草彅剛・香取慎吾と学ぶ教育バラエティー | - 子ども記者会見 - ワルイコハングル - 花垣吾郎                                                                    | 2023年11月04日  | [ 182 ] [ 183 ] |
| 68   | (68)稲垣吾郎・草彅剛・香取慎吾と学ぶ教育バラエティー | - 慎吾ママの部屋 - 芸能界むかしばなし - 稚語俳句                                                                  | 2023年11月11日  | [ 184 ] [ 185 ] |
| 69   | (69)稲垣吾郎・草彅剛・香取慎吾と学ぶ教育バラエティー | - 昭和歌謡合唱団 - ワルイコテレビショッピング - 稲垣淳二の解談算数「トイレのハナコ算」                            | 2023年11月18日  | [ 186 ] [ 187 ] |
| 70   | (70)稲垣吾郎・草彅剛・香取慎吾と学ぶ教育バラエティー | - 子ども記者会見 - 社会の体操選手権 - 美味しゅう字                                                                | 2023年11月25日  | [ 188 ] [ 189 ] |
| 71   | (71)稲垣吾郎・草彅剛・香取慎吾と学ぶ教育バラエティー | - 稚語俳句 - ヨネキンチャンネル - おとなのダンス音楽（ワルイコソーラン） - ガヤガヤ姉妹の今日はガヤガヤ           | 2023年12月02日  | [ 350 ] [ 351 ] |
| 72   | (72)稲垣吾郎・草彅剛・香取慎吾と学ぶ教育バラエティー | - 子ども記者会見 - 美味しゅう字 - 花垣吾郎                                                                        | 2023年12月09日  | [ 191 ] [ 192 ] |
| 73   | (73)稲垣吾郎・草彅剛・香取慎吾と学ぶ教育バラエティー | - 子ども記者会見 - 稚語俳句 - 稲垣淳二の解談算数「トイレのハナコ算」                                              | 2024年01月06日  | [ 197 ] [ 198 ] |
| 74   | (74)稲垣吾郎・草彅剛・香取慎吾と学ぶ教育バラエティー | - カレーなる賭け - 美味しゅう字 - 国宝だって人間だ!                                                               | 2024年01月13日  | [ 352 ] [ 199 ] |
| 75   | (75)稲垣吾郎・草彅剛・香取慎吾と学ぶ教育バラエティー | - 子ども記者会見 - ワルイコハングル - ヨネキンチャンネル                                                          | 2024年01月20日  | [ 200 ] [ 201 ] |
| 76   | (76)稲垣吾郎・草彅剛・香取慎吾と学ぶ教育バラエティー | - 慎吾ママの部屋 - 株式会社ジンタイ - 美味しゅう字 - おとなのダンス音楽（ワルイコソーラン）                       | 2024年02月03日  | [ 203 ] [ 204 ] |
| 77   | (77)稲垣吾郎・草彅剛・香取慎吾と学ぶ教育バラエティー | - 子ども記者会見 - 稚語俳句 - ヨネキンチャンネル                                                                  | 2024年02月10日  | [ 205 ] [ 206 ] |
| 78   | (78)稲垣吾郎・草彅剛・香取慎吾と学ぶ教育バラエティー | - 子ども記者会見 - ワルイコハングル - バブルランウェイ                                                            | 2024年02月24日  | [ 208 ] [ 209 ] |
| 79   | (79)稲垣吾郎・草彅剛・香取慎吾と学ぶ教育バラエティー | - 子ども記者会見 - 社会の体操選手権 - 花垣吾郎                                                                    | 2024年03月02日  | [ 210 ] [ 211 ] |
| 80   | (80)稲垣吾郎・草彅剛・香取慎吾と学ぶ教育バラエティー | - 子ども記者会見 - ワルイコハングル - 慎吾ママの部屋                                                              | 2024年03月09日  | [ 212 ] [ 213 ] |
| 81   | (81)稲垣吾郎・草彅剛・香取慎吾と学ぶ教育バラエティー | - 慎吾ママの部屋 - カレーなる賭け - おとなのダンス音楽（ワルイコソーラン）                                        | 2024年03月16日  | [ 353 ] [ 214 ] |
| ※    | 〜4月から総合テレビにお引っ越し!                     | | 2024年03月25日  | [ 354 ]         |

### 2024年度
| 話数 | タイトル                                              | 放送コーナー                                                                     | 初放送日（JST） | 出典                               |
| ---- | ----------------------------------------------------- | -------------------------------------------------------------------------------- | --------------- | ---------------------------------- |
| 82   | (82)稲垣吾郎・草彅剛・香取慎吾と学ぶ教育バラエティー  | - 慎吾ママの部屋 - 社会の体操選手権 - 芸能界むかしばなし                         | 2024年04月02日  | [ 216 ] [ 217 ]                    |
| 83   | (83)稲垣吾郎・草彅剛・香取慎吾と学ぶ教育バラエティー  | - 子ども記者会見 - にっぽん歌謡合唱団                                            | 2024年04月09日  | [ 218 ] [ 219 ]                    |
| 84   | (84)稲垣吾郎・草彅剛・香取慎吾と学ぶ教育バラエティー  | - 子ども記者会見 - 株式会社ジンタイ - 花垣吾郎                                   | 2024年04月16日  | [ 220 ] [ 221 ]                    |
| 85   | (85)稲垣吾郎・草彅剛・香取慎吾と学ぶ教育バラエティー  | - 子ども記者会見 - ガヤガヤ姉妹の今日はガオガオ - ワルイコテレビショッピング     | 2024年04月23日  | [ 222 ] [ 223 ]                    |
| 86   | (86)稲垣吾郎・草彅剛・香取慎吾と学ぶ教育バラエティー  | - 子ども記者会見 - 稚語俳句 - 稲垣淳二の解談算数「トイレのハナコ算」             | 2024年05月07日  | [ 224 ] [ 225 ]                    |
| 87   | (87)稲垣吾郎・草彅剛・香取慎吾と学ぶ教育バラエティー  | - 子ども記者会見 - 社会の体操選手権 - 好きの取調室                               | 2024年05月14日  | [ 226 ] [ 227 ]                    |
| 88   | (88)稲垣吾郎・草彅剛・香取慎吾と学ぶ教育バラエティー  | - 子ども記者会見 - カレーなる賭け - 株式会社ジンタイ                             | 2024年05月21日  | [ 229 ] [ 230 ]                    |
| 89   | (89)稲垣吾郎・草彅剛・香取慎吾と学ぶ教育バラエティー  | - 子ども記者会見 - 社会の体操選手権 - 花垣吾郎                                   | 2024年05月28日  | [ 231 ] [ 232 ]                    |
| 90   | (90)稲垣吾郎・草彅剛・香取慎吾と学ぶ教育バラエティー  | - 子ども記者会見 - 稚語俳句 - 稲垣淳二の解談算数「トイレのハナコ算」             | 2024年06月04日  | [ 233 ] [ 234 ]                    |
| 91   | (91)稲垣吾郎・草彅剛・香取慎吾と学ぶ教育バラエティー  | - ワルプロジェクト101 - 美味しゅう字 - 国宝だって人間だ！                        | 2024年06月11日  | [ 355 ] [ 235 ]                    |
| 92   | (92)稲垣吾郎・草彅剛・香取慎吾と学ぶ教育バラエティー  | - 慎吾ママの部屋 - 社会の体操選手権 - ヨネキンチャンネル                         | 2024年06月18日  | [ 236 ] [ 237 ]                    |
| 93   | (93)稲垣吾郎・草彅剛・香取慎吾と学ぶ教育バラエティー  | - 慎吾ママの部屋 - 稚語俳句 - 稲垣淳二の解談算数「トイレのハナコ算」             | 2024年07月09日  | [ 239 ] [ 30 ]                     |
| 94   | (94)稲垣吾郎・草彅剛・香取慎吾と学ぶ教育バラエティー  | - 子ども記者会見 - 国宝だって人間だ！ - ガヤガヤ姉妹の今日はガオガオ             | 2024年07月16日  | [ 240 ] [ 241 ]                    |
| 95   | (95)稲垣吾郎・草彅剛・香取慎吾と学ぶ教育バラエティー  | - ケミカルシアター“僕たちがI LOVE YOU” - ワルプロジェクト101 - 株式会社ジンタイ  | 2024年07月23日  | [ 242 ] [ 243 ]                    |
| 96   | (96)稲垣吾郎・草彅剛・香取慎吾と学ぶ教育バラエティー  | - 子ども記者会見 - ガヤガヤ姉妹の今日はガオガオ - 花垣吾郎                       | 2024年08月27日  | [ 245 ] [ 246 ]                    |
| 97   | (97)稲垣吾郎・草彅剛・香取慎吾と学ぶ教育バラエティー  | - 子ども記者会見 - 美味しゅう字 - 株式会社ジンタイ                               | 2024年09月03日  | [ 247 ] [ 248 ]                    |
| 98   | (98)稲垣吾郎・草彅剛・香取慎吾と学ぶ教育バラエティー  | - 子ども記者会見 - 社会の体操選手権 - ヨネキンチャンネル                         | 2024年09月10日  | [ 249 ] [ 250 ]                    |
| 99   | (99)稲垣吾郎・草彅剛・香取慎吾と学ぶ教育バラエティー  | - 子ども記者会見 - バブルランウェイ - 株式会社ジンタイ                           | 2024年09月17日  | [ 251 ] [ 252 ]                    |
| 100  | (100)稲垣吾郎・草彅剛・香取慎吾と学ぶ教育バラエティー | - 子ども記者会見 - 稚語俳句 - 稲垣淳二の解談算数「トイレのハナコ算」             | 2024年09月24日  | [ 253 ] [ 254 ]                    |
| 101  | (101)稲垣吾郎・草彅剛・香取慎吾と学ぶ教育バラエティー | - 慎吾ママの部屋 - にっぽん歌謡合唱団 - ヨネキンチャンネル                       | 2024年10月01日  | [ 255 ] [ 256 ]                    |
| 102  | (102)稲垣吾郎・草彅剛・香取慎吾と学ぶ教育バラエティー | - 子ども記者会見 - 稚語俳句 - 花垣吾郎                                           | 2024年10月08日  | [ 258 ] [ 259 ]                    |
| 103  | (103)稲垣吾郎・草彅剛・香取慎吾と学ぶ教育バラエティー | - 慎吾ママの部屋 - ⼦ども記者会⾒ - ガヤガヤ姉妹の今⽇はガオガオ                 | 2024年10月15日  | [ 260 ] [ 261 ]                    |
| 104  | (104)稲垣吾郎・草彅剛・香取慎吾と学ぶ教育バラエティー | - 慎吾ママの部屋 - おせっかい美術館 - 好きの取調室                               | 2024年10月29日  | [ 262 ] [ 31 ]                     |
| 105  | (105)稲垣吾郎・草彅剛・香取慎吾と学ぶ教育バラエティー | - にっぽん歌謡合唱団 - 美味しゅう字 - 芸能界むかしばなし                         | 2024年11月06日  | [ 264 ] [ 265 ]                    |
| 106  | (106)稲垣吾郎・草彅剛・香取慎吾と学ぶ教育バラエティー | - 慎吾ママの部屋 - 子ども記者会見 - ガヤガヤ姉妹の今日はガオガオ                 | 2024年11月13日  | [ 266 ] [ 267 ]                    |
| 107  | (107)稲垣吾郎・草彅剛・香取慎吾と学ぶ教育バラエティー | - ワルプロジェクト101 - 美味しゅう字 - 子ども記者会見                            | 2024年11月20日  | [ 356 ] [ 268 ]                    |
| 108  | (108)稲垣吾郎・草彅剛・香取慎吾と学ぶ教育バラエティー | - 慎吾ママの部屋 - 美味しゅう字 - ヨネキンチャンネル                             | 2024年12月03日  | [ 注釈 6 ] [ 357 ] [ 269 ] [ 270 ] |
| 109  | (109)稲垣吾郎・草彅剛・香取慎吾と学ぶ教育バラエティー | - 慎吾ママの部屋 - 社会の体操選手権 - 国宝だって人間だ！                         | 2024年12月10日  | [ 272 ] [ 273 ]                    |
| 110  | (110)稲垣吾郎・草彅剛・香取慎吾と学ぶ教育バラエティー | - ワルプロジェクト101 - 稚語俳句 - 花垣吾郎 - 株式会社ジンタイ                   | 2024年12月17日  | [ 358 ] [ 274 ]                    |
| 111  | (111)稲垣吾郎・草彅剛・香取慎吾と学ぶ教育バラエティー | - 慎吾ママの部屋 - 美味しゅう字 - ヨネキンチャンネル                             | 2025年01月07日  | [ 275 ] [ 276 ]                    |
| 112  | (112)稲垣吾郎・草彅剛・香取慎吾と学ぶ教育バラエティー | - 子ども記者会見 - 社会の体操選手権 - 好きの取調室                               | 2025年01月14日  | [ 278 ] [ 279 ]                    |
| 113  | (113)稲垣吾郎・草彅剛・香取慎吾と学ぶ教育バラエティー | - 慎吾ママの部屋 - カレーなる賭け - 株式会社ジンタイ                             | 2025年01月21日  | [ 280 ] [ 281 ]                    |
| 114  | (114)稲垣吾郎・草彅剛・香取慎吾と学ぶ教育バラエティー | - バブルランウェイ - 好きの取調室 - カレーなる賭け                               | 2025年01月28日  | [ 359 ] [ 282 ]                    |
| 115  | (115)稲垣吾郎・草彅剛・香取慎吾と学ぶ教育バラエティー | - 好きの取調室 - ワルイコテレビショッピング - 芸能界むかしばなし                 | 2025年02月04日  | [ 283 ] [ 284 ]                    |
| 116  | (116)稲垣吾郎・草彅剛・香取慎吾と学ぶ教育バラエティー | - ワルプロジェクト101 - 社会の体操選手権 - ワルイコテレビショッピング - 花垣吾郎 | 2025年02月11日  | [ 360 ] [ 286 ]                    |
| 117  | (117)稲垣吾郎・草彅剛・香取慎吾と学ぶ教育バラエティー | - 美味しゅう字 - 社会の体操選手権 - 株式会社ジンタイ - おせっかい美術館          | 2025年02月18日  | [ 361 ] [ 287 ]                    |
| 118  | (118)稲垣吾郎・草彅剛・香取慎吾と学ぶ教育バラエティー | - 子ども記者会見 - ワルプロジェクト101 - ガヤガヤ姉妹の今日はガオガオ            | 2025年02月25日  | [ 288 ] [ 289 ]                    |
| 119  | (119)稲垣吾郎・草彅剛・香取慎吾と学ぶ教育バラエティー | - 子ども記者会見 - ガヤガヤ姉妹の今日はガオガオ - 美味しゅう字                   | 2025年03月11日  | [ 290 ] [ 291 ]                    |

### スペシャル
| 話数 | タイトル                                     | 放送コーナー | 初放送日（JST） | 出典                    |
| ---- | -------------------------------------------- | --- | --------------- | ----------------------- |
| SP1  | ワルイコあつまれ〜もうすぐスタート!          | - ワルイコステーション | 2022年03月24日  | [ 330 ]                 |
| SP2  | 秋の大感謝祭SP                               | - ワルイコステーション - 子ども記者会見 - 慎吾ママの部屋 - 社会の体操選手権 - ヨネキンチャンネル - ケミカルドラマ「闇に落ちる」 - おとなのダンス音楽（ワルイコソーラン） - ワルイコテレビショッピング                                                                      | 2022年10月29日  | [ 363 ] [ 364 ]         |
| SP3  | クリスマススペシャル                         | - 子ども記者会見 - バブルランウェイ - クイズ！人生最高の一問 - おとなのダンス音楽（ワルイコソーラン） - 稚語俳句 - ヨネキンチャンネル | 2022年12月24日  | [ 365 ] [ 101 ]         |
| SP4  | 2年目スタート直前!スペシャル・パート1        | - 子ども記者会見 - おとなのダンス音楽（ワルイコソーラン） | 2023年03月25日  | [ 126 ] [ 127 ]         |
| SP5  | 2年目スタート直前!スペシャル・パート2        | - ワルイコステーション - 子ども記者会見 - ケミカルドラマ（中継） - 慎吾ママの部屋（名場面集） - 好きの取調室（名場面集） - 昭和歌謡合唱団（名場面集） - バブルランウェイ（名場面集） - 社会の体操選手権（中継） - 子ども記者会見（中継） - 2年目に向けて 3人からメッセージ | 2023年03月25日  | [ 366 ] [ 127 ]         |
| SP6  | 夏休みスペシャル                             | - 慎吾ママの部屋 - ガヤガヤ姉妹の今日はガヤガヤ - 子ども記者会見 - バブルランウェイ - 株式会社ジンタイ - おとなのダンス音楽（ワルイコソーラン） | 2023年08月19日  | [ 165 ] [ 166 ]         |
| SP7  | 年末スペシャル                               | - 子ども記者会見 - 社会の体操選手権 - ケミカルドラマ「氷の微笑み」 - バブルランウェイ - 株式会社ジンタイ - おとなのダンス音楽（ワルイコソーラン） | 2023年12月30日  | [ 194 ] [ 195 ] [ 196 ] |
| SP8  | 〜4月から総合テレビにお引っ越し!スペシャル〜 | - 収録舞台裏リポート - 名物キャラクターにインタビュー - お引越し直前SP座談会 | 2024年03月23日  | [ 367 ] [ 215 ]         |

## スタッフ

### レギュラー版（2022年4月以降）
- ナレーション：久保田祐佳・川﨑理加・小郷知子（いずれもNHKアナウンサー）
- 構成：鈴木おさむ、デーブ八坂、永井ふわふわ
- 音楽：牛尾憲輔
- 振付：振付稼業air:man（ワルイコソーラン）、夏まゆみ（バブルランウェイ）
- 歴史監修：斎藤英喜（#5）、馬場匡浩（#8）、山本淳子（#20）、金井正雄（#21）、小和田哲男（#25）、金井一薫（#27）、加藤徹（#35）、加藤玄（#38）、川島慶子・内田正夫（#42）（いずれも慎吾ママの部屋）
- 所作監修：諏内えみ（社会の体操選手権）
- 人形操演：山田はるか（ヨネキンch・ニャン吉）
- 技術：小泉俊裕、阿部仁、千葉茂、三好唯之
- 撮影：渡邉智由、星竜太、勝又章江、増本竜生
- 照明：和山康子、斉藤知久、生水徹、丹羽陽子、原亜希斗、小口拓也
- 音声：磯部傑、熊倉翔太郎、赤木隆司、中島誠
- 映像技術：山本淳史、石井隆太、桜庭武志、宮﨑義則、山下輝良、飯野俊幸、花山明、岡本卓、黒澤智、伊藤勇、後藤卓也（山本→CG制作の回あり）
- 編集：伊熊理人、沼田誠也、川崎雄太（沼田→映像技術の回あり）
- 音響効果：新居亮佑、梅田千晶
- 写真提供：オフィス・デヴィ・スカルノ（#11）
- 映像提供：Shutterstock（#9）、フジオプロ（#11）
- 美術：寺尾一将、山口高志、六車武士
- キャラクター：牛嶋李紗
- 取材：岡本伸一郎、石崎潤、下村泰之、有馬美帆、木下なつみ、田所萌香（有馬・田所→リサーチャーの回あり）
- プロデューサー：河邑厚太、袴田悦子、小野曜、福本悠（小野→取材の回あり）
- 演出：鎌野瑞穂、甲斐洋威、高良航、林昇平（鎌野・甲斐→プロデューサーの回あり、林→取材の回あり）
- 制作統括：原田秀樹（NEP）、大西健太郎
- 制作：NHKエンタープライズ
- 制作・著作：NHK

## ワルイコソーラン
「ワルイコソーラン」は、NHKのテレビ番組『ワルイコあつまれ』および『みんなのうた』で放送された楽曲。
- うた：新しいワルイコ合唱団
- 作詞：鈴木おさむ
- 編曲：RAM RIDER
- 振付：振付稼業air:man
- 『みんなのうた』放送月
  - 2023年5月（SDGs）